# Hieronyma
Genre
Classification APG III (2009)
Synonymes
- Hieronima Allemão[2]
- Hyeronima Allemão[2]

Hieronyma est un genre de plantes à fleurs de la famille des Phyllanthaceae.

## Liste des espèces et variétés
Selon World Checklist of Selected Plant Families (WCSP) (8 septembre 2020) :
- Hieronyma alchorneoides Allemão (1848)
  - variété Hieronyma alchorneoides var. alchorneoides
  - variété Hieronyma alchorneoides var. stipulosa P.Franco (1990)
- Hieronyma antioquensis Cuatrec. (1951)
- Hieronyma asperifolia Pax & K.Hoffm. (1922)
- Hieronyma boliviana Pax (1909)
- Hieronyma clusioides (Tul.) Griseb. (1860)
- Hieronyma crassistipula Urb. (1930)
- Hieronyma cubana Müll.Arg. (1866)
- Hieronyma domingensis Urb. (1919)
- Hieronyma duquei Cuatrec. (1946)
- Hieronyma fendleri Briq. (1900)
- Hieronyma havanensis Urb. (1930)
- Hieronyma huilensis Cuatrec. (1951)
- Hieronyma jamaicensis Urb. (1919)
- Hieronyma macrocarpa Müll.Arg. (1865)
- Hieronyma montana Alain (1971)
- Hieronyma nipensis Urb. (1930)
- Hieronyma oblonga (Tul.) Müll.Arg. (1865)
- Hieronyma ovata Urb. (1930)
- Hieronyma paucinervis Urb. (1930)
- Hieronyma reticulata Britton ex Rothdauscher (1896)
- Hieronyma rufa P.Franco (1990)
- Hieronyma scabrida (Tul.) Müll.Arg. (1865)

Selon Tropicos (8 septembre 2020) (Attention liste brute contenant possiblement des synonymes) :
- Hieronyma alchorneoides Allemão
- Hieronyma andina Pax & K. Hoffm.
- Hieronyma antioquensis Cuatrec.
- Hieronyma asperifolia Pax & K. Hoffm.
- Hieronyma blanchetiana Tul.
- Hieronyma boliviana Pax
- Hieronyma buchtienii Pax & K. Hoffm.
- Hieronyma caribaea Urb.
- Hieronyma chocoensis Cuatrec.
- Hieronyma clusioides (Tul.) Griseb.
- Hieronyma colombiana Cuatrec.
- Hieronyma crassistipula Urb.
- Hieronyma croizatii Steyerm.
- Hieronyma cubana Müll. Arg.
- Hieronyma domingensis Urb.
- Hieronyma duquei Cuatrec.
- Hieronyma fendleri Briq.
- Hieronyma ferruginea (Tul.) Tul.
- Hieronyma gentlei Lundell
- Hieronyma guatemalensis Donn. Sm.
- Hieronyma havanensis Urb.
- Hieronyma heterotricha Pax & K. Hoffm.
- Hieronyma hirtinervia Cuatrec.
- Hieronyma huilensis Cuatrec.
- Hieronyma jamaicensis Urb.
- Hieronyma latifolia Müll. Arg.
- Hieronyma laxiflora (Tul.) Müll. Arg.
- Hieronyma macrocarpa Müll. Arg.
- Hieronyma mattogrossensis Pax & K. Hoffm.
- Hieronyma mollis Müll. Arg.
- Hieronyma montana Alain
- Hieronyma moritziana (Müll. Arg.) Pax & K. Hoffm.
- Hieronyma nevadensis Cuatrec.
- Hieronyma nipensis Urb.
- Hieronyma oblonga (Tul.) Müll. Arg.
- Hieronyma ovata Urb.
- Hieronyma ovatifolia Lundell
- Hieronyma pallida Müll. Arg.
- Hieronyma paucinervis Urb.
- Hieronyma peruviana Pax & K. Hoffm.
- Hieronyma pilifera Cuatrec.
- Hieronyma poasana Standl.
- Hieronyma reticulata (Planch.) Britton ex Rusby
- Hieronyma rufa P. Franco
- Hieronyma sararita Cuatrec.
- Hieronyma scabra Müll. Arg.
- Hieronyma scabrida (Tul.) Müll. Arg.